# Creepshow II
Creepshow II är en amerikansk skräckfilm från 1987 i regi av Michael Gornick med bland annat Tom Savini, George Kennedy och Dorothy Lamour i rollerna. Filmen släpptes direkt på video den 24 augusti 2002.
Filmen består av tre korta historier som är sammanvävda av serietidningen Creepshow: Gamle hövding Trähuvud, Flotten och Liftaren.

## Handling

### Gamle hövding Trähuvud (Old chief Wood'nhead)
Ray Spruce och hans hustru Martha äger en butik, med en indianhövding av trä utanför, i den lilla samhället Dead River på den amerikanska prärien. En dag kommer den indianske Sam Whitemoon och ett par av hans vänner och plundrar paret Spruces butik. När Ray inte samarbetar skjuter Sam dem båda två och lämnar dem att dö. Vad Sam inte vet, är att paret Spruce har en beskyddare som vill se Sam och hans vänner gå samma öde till mötes.

### Flotten (The raft)
Fyra ungdomar är ute och åker omkring i en bil när de kommer fram till en vackert belägen insjö som de får ha helt för sig själva. Mitt ute i sjön finns det en flotte, och trots att det är i mitten av september bestämmer de sig för att simma ut till den.

### Liftaren (The hitchhiker)
Affärskvinnan Annie Lansing stiger upp ur sängen hos sin älskare och inser att hon måste skynda sig hem innan hennes make kommer hem för att undvika misstankar. Hon har inte mycket tid på sig utan gasar på ganska mycket och av misstag råkar hon köra på en oskyldig liftare som dör omedelbart. Eftersom det inte finns något vittne till olyckshändelsen fortsätter Annie sin hemfärd, men efter en stund kör hon förbi en man som ser ut precis som den liftare hon körde ihjäl.

## Om filmen
Filmen är inspelad i Arizona, Maine och Utah i USA.
Precis som i den första Creepshow-filmen dyker manusförfattaren Stephen King upp som skådespelare även här. Den här gången dock bara i några sekunder som en lastbilschaufför i Liftaren.

## Rollista (i urval)
- Domenick John - Billy (i prologen)
- Tom Savini - The Creep (i prologen)
- George Kennedy - Ray Spruce
- Philip Dore - Curly
- Dorothy Lamour - Martha Spruce
- Frank Salsedo - Benjamin Whitemoon